# Perfils específics d'enzims PRIAM
Perfils específics d'enzims PRIAM (en francès, PRofils pour l'Identification Automatique du Métabolisme; Perfils per a la identificació automàtica del metabolisme) és un mètode per a la detecció automàtica d'enzims probables en seqüències proteiques. PRIAM fa servir matrius de puntuació de posicions específiques (també conegudes com a «perfils») generades automàticament per a cada entrada d'enzim.